# Carsten Byhring

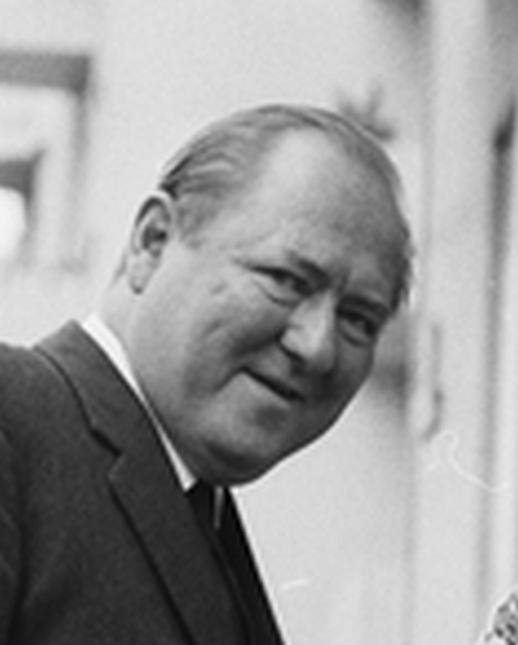
Carsten Byhring um 1967

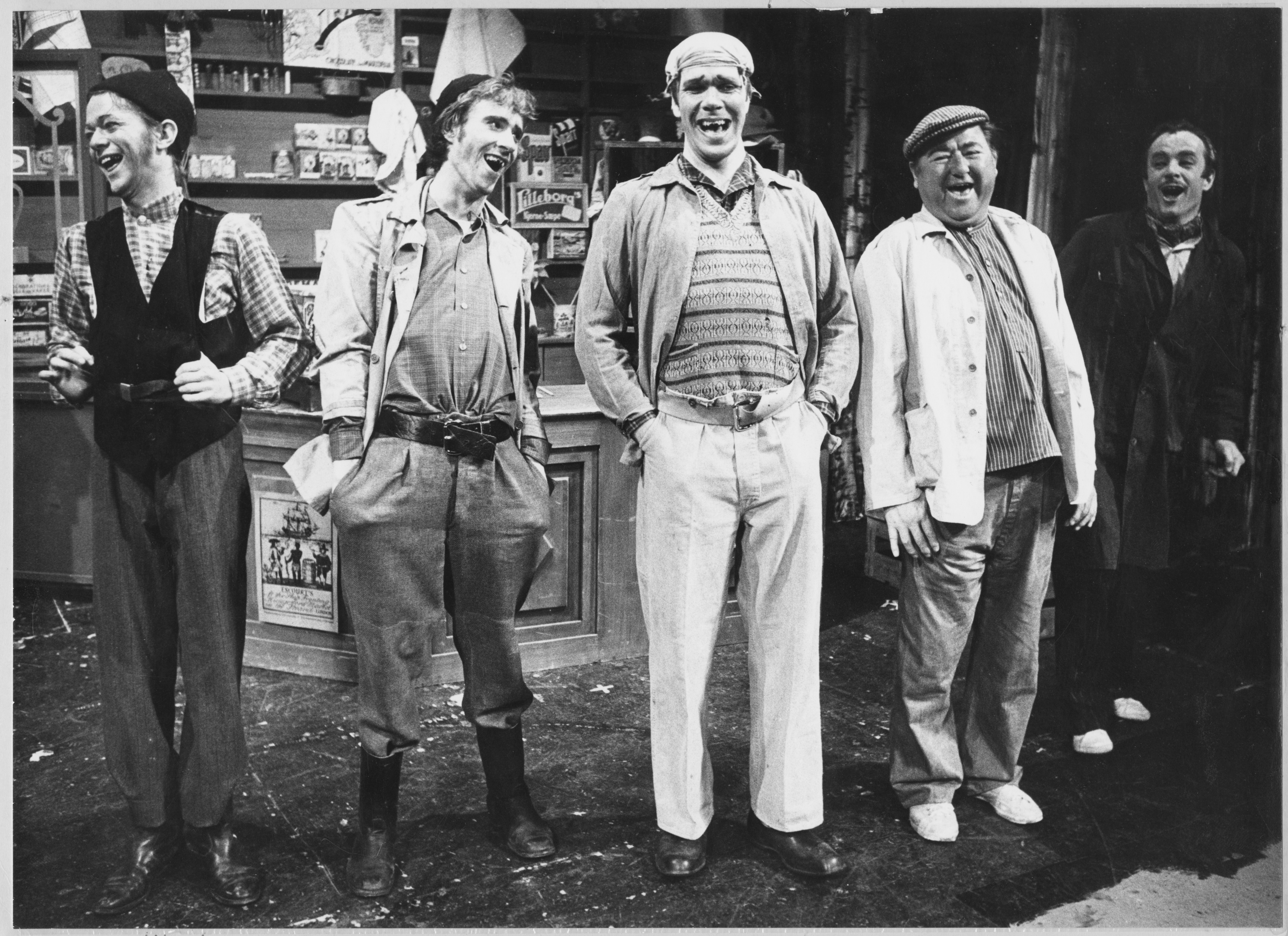
Carsten Byhring (zweiter von rechts), bei der Aufführung des Musicals Trost i taklampa nach einem Roman von Alf Prøysen 1975 im Trondelag Teater.

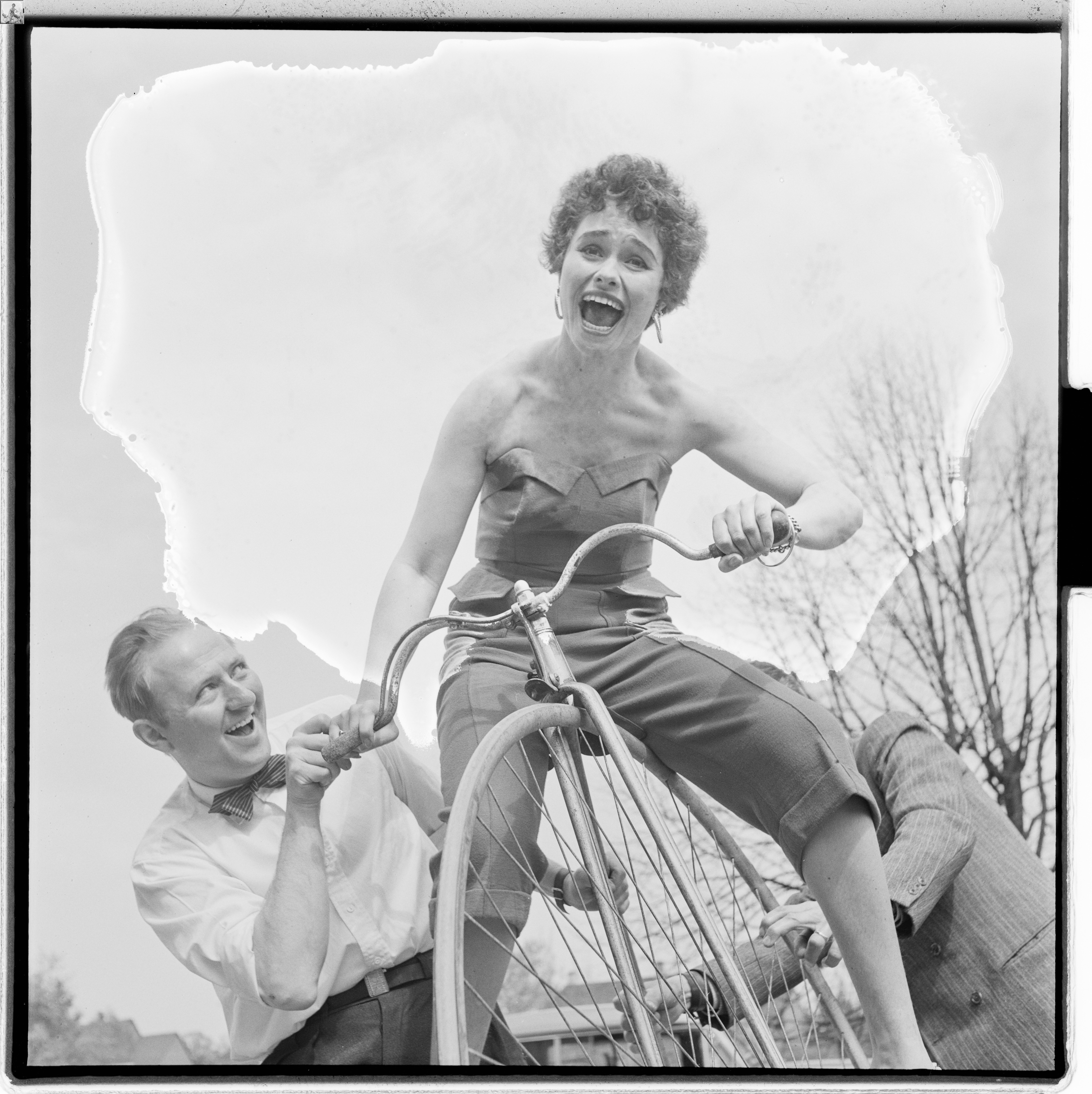
Carsten Byhring mit seiner Frau Ingerid Vardund an einem Fahrrad für eine Aufnahme der Zeitung Billedbladet NÅ.

Carsten Byhring (* 18. Dezember 1918 in Kristiania; † 6. April 1990 in Oslo) war ein norwegischer Schauspieler. Er ist der ältere Bruder des norwegischen Schauspielers Svein Byhring.

## Leben
Byhring war der Sohn des Ingenieurs Bjarne Byhring (1888–1976) und Haldis Hansen (1892–1974). Er debütierte 1941 am Søilen Teater in Oslo. Anschließend arbeitete er in verschiedenen Hauptrollen als Theaterschauspieler am Chat Noir-Theater, Centralteatret, Det Norske Teatret („Das Norwegische Theater“), Den Norske Opera & Ballett (Norwegische Oper & Ballett) und am Oslo Nye Teater (Neues Theater Oslo). Seit den 1950er Jahren er war an mehreren erfolgreichen norwegischen Film- und Fernsehproduktionen als Filmschauspieler beteiligt.
Seine bekannteste Rolle war die des Kjell Jensen (dänische Originalversion der Olsenbande: Kjeld Jensen) in 13 Filmen der norwegischen Olsenbande. Byhring hatte auch einen Gastauftritt in der dänischen Olsenbande als betrunkener Tourist Øjvind in dem Film Der (voraussichtlich) letzte Streich der Olsenbande, gemeinsam mit den anderen norwegischen Olsenbanden-Darstellern Arve Opsahl und Sverre Holm.
Bei einem seiner letzten öffentlichen Auftritte im Frühjahr 1990, erklärte er in einen Interview der norwegischen Fernsehzeitung Se og Hør, dass er seit dem 14. Lebensjahr täglich mehrere Zigaretten rauche und dadurch bedingt an Lungenkrebs leide. Kurz darauf starb er am 6. April 1990 im Alter von 72 Jahren an den Folgen seiner Krankheit.
In erster Ehe war Byhring von 1950 bis 1956 mit der Schauspielerin Ingerid Vardund verheiratet und in zweiter Ehe ab 1963 mit Bjørg Byhring, geborene Petersen (1931–1988).

## Filmografie

### Darsteller
- 1949: Svendsen går videre als Svendsen
- 1952: Andrine og Kjell als Kjell
- 1955: Hjem går vi ikke als Roar
- 1956: Bjørnepatruljen
- 1957: Hjemme hos oss
- 1959: Jakten
- 1962: Sønner av Norge kjøper bil als Winkelbo
- 1962: Operasjon Løvsprettals als Kapitän Bjerke
- 1966: Hurra for Andersens als Andersens Kollege
- 1966: Hunger (Sult)
- 1967: Musikanter als Gulbrand
- 1967: Den lange reisen hjem
- 1969: Olsen-Banden als  Kjell Jensen
- 1970: Olsenbanden og Dynamitt-Harry
- 1970: Skulle det dukke opp flere lik, så er det bare å ringe als Feddy Hansen
- 1971: Erasmus Montanus als Jesper Ridefoged
- 1972: Lukket avdeling als Vålerenga
- 1972: Olsenbanden tar gull
- 1973: Olsenbanden og Dynamitt-Harry går amok
- 1974: Bobbys Krieg (Bobbys krig)
- 1974: Olsenbanden møter kongen og knekten
- 1974: Der (voraussichtlich) letzte Streich der Olsenbande (Olsen-bandens sidste bedrifter) als Øjvind
- 1974: Ungen als Krestoffer
- 1976: Olsenbanden for full musikk
- 1977: Kosmetikkrevolusjonen als Olsen
- 1977: Olsenbanden & Dynamitt-Harry på sporet
- 1978: Olsenbanden + Data Harry sprenger verdensbanken
- 1979: Olsenbanden og Dynamitt-Harry mot nye høyder
- 1981: Olsenbanden gir seg aldri!
- 1982: Olsenbandens aller siste kupp
- 1984: Men Olsenbanden var ikke død

### Drehbuchautor
- 1949: Svendsen går videre
- 1956: Bjørnepatruljen
- 1958: På tokt med terna

### Regisseur
- 1956: Bjørnepatruljen, hier auch als Produzent
- 1958:  På tokt med terna

### Synchronsprecher
- 1953: Peter Pan (Norwegische Originalsynchronisation)
- 1971: Aristocats (Norwegische Originalsynchronisation)
- 1974: Robin Hood (Norwegische synchronisation)

## Auszeichnungen
- 1937: Den Gyldne Edderkopp
- 1938: Den Gyldne Edderkopp
- 1975: Leonardstatuetten
- 1975: Aamot-statuetten